# Psychoda megale
Psychoda megale är en tvåvingeart som beskrevs av Quate 1957. Psychoda megale ingår i släktet Psychoda och familjen fjärilsmyggor.
Artens utbredningsområde är Madagaskar. Inga underarter finns listade i Catalogue of Life.